# Bassus arcuatus
Bassus arcuatus är en stekelart som först beskrevs av Henry J. Reinhard 1867.  Bassus arcuatus ingår i släktet Bassus och familjen bracksteklar. Arten är reproducerande i Sverige. Inga underarter finns listade.